# Campionats del món de ciclocròs de 2009
Els Campionats del món de ciclocròs de 2009 foren la 60a edició dels mundials de la modalitat de ciclocròs i es disputaren el 31 de gener i 1 de febrer de 2009 a Hoogerheide, Woensdrecht, Brabant del Nord, Països Baixos. Foren quatre les proves disputades.

## Resultats

### Homes
| Proves  | Or                | Plata               | Bronze            |
| Elit    | Niels Albert      | Zdeněk Štybar       | Sven Nys          |
| Sub-23  | Philipp Walsleben | Christoph Pfingsten | Pawel Szczepaniak |
| Júniors | Tijmen Eising     | Corné van Kessel    | Alexandre Billon  |

### Dones
| Prova | Or           | Plata             | Bronze            |
| Elit  | Marianne Vos | Hanka Kupfernagel | Katherine Compton |

## Classificacions

### Cursa masculina
| Pos. | Ciclista            | País    | Temps     |
| ---- | ------------------- | ------- | --------- |
|      | Niels Albert        | Bèlgica | 1h 02'24" |
|      | Zdeněk Štybar       | Txèquia | + 22"     |
|      | Sven Nys            | Bèlgica | + 38"     |
| 4.   | Bart Wellens        | Bèlgica | + 1'10"   |
| 5.   | Francis Mourey      | França  | + 1'23"   |
| 6.   | Kevin Pauwels       | Bèlgica | + 1'23"   |
| 7.   | Sven Vanthourenhout | Bèlgica | + 1'24"   |
| 8.   | Simon Zahner        | Suïssa  | + 1'24"   |
| 9.   | Steve Chainel       | França  | + 1'24"   |
| 10.  | Klaas Vantornout    | Bèlgica | + 1'24"   |

### Cursa femenina
| Pos. | Ciclista             | País          | Temps  |
| ---- | -------------------- | ------------- | ------ |
|      | Marianne Vos         | Països Baixos | 42'39" |
|      | Hanka Kupfernagel    | Alemanya      | + 1"   |
|      | Katherine Compton    | Estats Units  | + 2"   |
| 4.   | Sanne van Paassen    | Països Baixos | + 29"  |
| 5.   | Caroline Mani        | França        | + 29"  |
| 6.   | Sanne Cant           | Bèlgica       | + 29"  |
| 7.   | Daphny van den Brand | Països Baixos | + 30"  |
| 8.   | Mirjam Melchers      | Països Baixos | + 30"  |
| 9.   | Eva Lechner          | Itàlia        | + 31"  |
| 10.  | Maryline Salvetat    | França        | + 31"  |

### Cursa masculina sub-23
| Pos. | Ciclista            | País          | Temps  |
| ---- | ------------------- | ------------- | ------ |
|      | Philipp Walsleben   | Alemanya      | 52'48" |
|      | Christoph Pfingsten | Alemanya      | + 21"  |
|      | Paweł Szczepaniak   | Polònia       | + 21"  |
| 4.   | Christian Cominelli | Itàlia        | + 21"  |
| 5.   | Sascha Weber        | Alemanya      | + 24"  |
| 6.   | Quentin Bertholet   | Bèlgica       | + 25"  |
| 7.   | Guillaume Perrot    | França        | + 29"  |
| 8.   | Ramon Sinkeldam     | Països Baixos | + 30"  |
| 9.   | Clément Bourgoin    | França        | + 30"  |
| 10.  | Marek Konwa         | Polònia       | + 33"  |

### Cursa masculina júnior
| Pos. | Ciclista                | País          | Temps  |
| ---- | ----------------------- | ------------- | ------ |
|      | Tijmen Eising           | Països Baixos | 40'06" |
|      | Corné van Kessel        | Països Baixos | + 25"  |
|      | Alexandre Billon        | França        | + 25"  |
| 4.   | Wietse Bosmans          | Bèlgica       | + 25"  |
| 5.   | Lars van der Haar       | Països Baixos | + 25"  |
| 6.   | Luca Braidot            | Itàlia        | + 26"  |
| 7.   | Jan Nesvadba            | Txèquia       | + 26"  |
| 8.   | Daniele Braidot         | Itàlia        | + 26"  |
| 9.   | Sean De Bie             | Bèlgica       | + 26"  |
| 10.  | Michiel van der Heijden | Països Baixos | + 26"  |

## Medaller
| Pos. | País          | Or | Plata | Bronze | Total |
| 1    | Països Baixos | 2  | 1     | 0      | 3     |
| 2    | Alemanya      | 1  | 2     | 0      | 3     |
| 3    | Bèlgica       | 1  | 0     | 1      | 2     |
| 4    | Txèquia       | 0  | 1     | 0      | 1     |
| 5    | França        | 0  | 0     | 1      | 1     |
| 5    | Polònia       | 0  | 0     | 1      | 1     |
| 5    | Estats Units  | 0  | 0     | 1      | 1     |